# Pygoscelis tyreei
Pygoscelis tyreei es una especie extinta de pingüino de Nueva Zelandia. Es similar en tamaño al actual pingüino papúa, con 70 a 80 cm de alto. Vivió a finales del Plioceno, y sólo es conocida por restos fósiles.